# Robert Montgomery (actor)

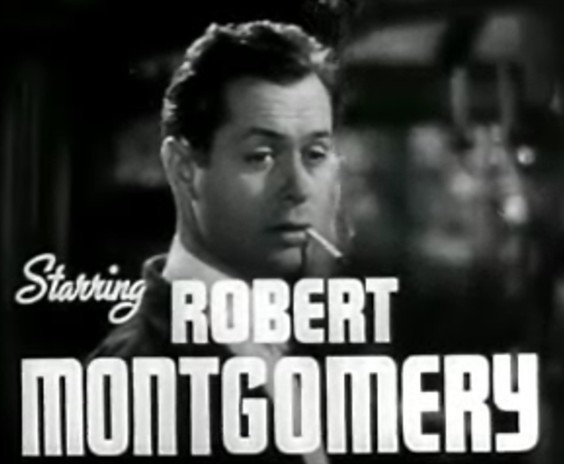
Robert Montgomery în timpul filmărilor thrillerului Night Must Fall (1937)

Robert Montgomery (n. Henry Montgomery Jr., n. 21 mai 1904, Beacon⁠(d), New York, SUA – d. 27 septembrie 1981, New York City, New York, SUA) a fost un actor american și regizor de film.

## Viața
Henry Montgomery Jr. s-a născut la data de 21 mai 1904 în Beacon, statul New York, și este cunoscut drept „Fishkill Landing”, fiul lui Mary Weed (născută Barney) și Henry Montgomery, Sr. Copilăria a fost una privilegiată, având în vedere că tatăl său era președintele Companiei New York Rubber. Când acesta s-a sinucis în anul 1922, sărind în gol de pe podul Brooklyn, averea familiei a fost pierdută de asemenea.

## Cariera (1929–1960)
Montgomery a plecat la New York cu gândul de a-și încerca norocul în a scrie scenarii și în meseria de actor. Intrarea la Hollywood și-o face împărțind scena cu George Cukor. În 1929, își face debutul în filmul So This is College. În 1931, Norma Shearer îl alege să joace alături de ea în filmul Private Lives, film în urma căruia Montgomery devine un star. În acest timp, Montgomery apare în prima versiunea filmată a piesei When Ladies Meet (1933).
În 1935, Montgomery devine președintele Screen Actors Guild, urmând să fie reales și în anul 1946. În 1937 este nominalizat pentru Premiile Oscar, categoria cel mai bun actor, pentru rolul de psihopat în thrillerul Night Must Fall, urmând ca în 1942 să fie nominalizat din nou pentru rolul din filmul Here Comes Mr. Jordan. În timpul celui de-al Doilea Război Mondial se înrolează în forțele navale obținând gradul de locotenent.
În 1945, Montgomery se întoarce la Hollywood, făcându-și debutul ca regizor cu filmul They Were Expendable, când, în timpul filmărilor, a regizat câteva scene, ca urmare a problemelor de sănătate ale regizorului John Ford. Primul film în care a fost creditat ca regizor a fost Lady in the Lake (1947), în care a și jucat. Părerile referitoare la acestă producție cinematografică au fost împărțite.
Activ și în politică, unde era de partea republicanilor, și îngrijorat fiind de influența comunistă și de pătrunderea acestuia în industria divertismentului, Montgomery a  jucat rolul martorului influențabil în filmul House Un-American Activities Committee din 1947.
Anul următor, în 1948, Montgomery a fost gazda Premiilor Oscar. În anii ‘50 el a fost gazda unei emisiuni televizate, Robert Montgomery Presents, căreia i s-a înmânat Premiul Emmy. În 1960, Montgomery este regizorul producției cinematografice The Gallant Hours, film pentru care este și coproducător alături de prietenul său, James Cagney, care a și avut un rol în cadrul producției. Acesta a fost ultimul film sau emisiune cu care i se poate asocia numele ca actor, regizor sau producător.
În cinstea carierei lui, Montgomery a primit două stele pe Hollywood Walk of Fame, una pentru filmele realizate și a doua pentru munca sa în televiziune.

## Moartea
Montgomery a murit la vârsta de 77 de ani, la data de 27 septembrie 1981, în orașul New York, fiind bolnav de cancer. Atât fiica sa, actrița Elizabeth Montgomery (1933–1995), cât și fiul său, Robert Montgomery, Jr. (1936–2000) vor împărtăși aceeași soartă cu tatăl lor, ambii murind răpuși de aceeași boală.

## Filmografie parțială
- Untamed (1929)
- Their Own Desire (1929)
- The Divorcee (1930)
- The Big House (1930)
- The Sins of the Children (1930)
- Our Blushing Brides (1930)
- Private Lives (1931)
- The Easiest Way (1931)
- Faithless (1932)
- Hell Below (1933)
- When Ladies Meet (1933)
- Forsaking All Others (1934)
- Hide-Out (1934)
- No More Ladies (1935)
- Night Must Fall (1937)
- The Last of Mrs. Cheyney (1937)
- Ever Since Eve (1937)
- Live, Love and Learn (1937)
- Yellow Jack (1938)
- Three Loves Has Nancy (1938)
- Fast and Loose (1939)
- The Earl of Chicago (1940)
- Mr. and Mrs. Smith (1941)
- Rage in Heaven (1941)
- Here Comes Mr. Jordan (1941)
- They Were Expendable (1945)
- Lady in the Lake (1947) (actor și regizor)
- Ride the Pink Horse (1947) (actor și regozor)
- The Secret Land (1947) (narator)
- June Bride (1948)
- The Saxon Charm (1948)
- The Gallant Hours (1960) (narator, regizor)